# Admeto
Pour les articles homonymes, voir Admète (homonymie).
Admeto, re di Tessaglia (Admète, roi de Thessalie) est un opéra en trois actes dont la musique fut composée par Georg Friedrich Haendel à partir d'un livret italien écrit par Nicola Haym.
L'histoire est partiellement basée sur L'Alceste d'Euripide. La création de l'opéra eut lieu au théâtre de Haymarket à Londres le 31 janvier 1727. La distribution de la création comprenait Faustina Bordoni dans le rôle d'Alceste et Francesca Cuzzoni dans celui d'Antigone. Admeto fut le second des cinq opéras que Handel composa pour mettre en scène spécifiquement ces deux prime donne de l'époque.
Cet opéra fut donné dix-neuf fois dans sa première saison, et seize autres fois entre septembre 1727 et janvier 1732. Admeto fut joué à nouveau en 1754 et donné cinq fois supplémentaires. La dernière, le 6 avril 1754, fut la dernière représentation d'un de ses opéras à laquelle Haendel put assister.

## Rôles

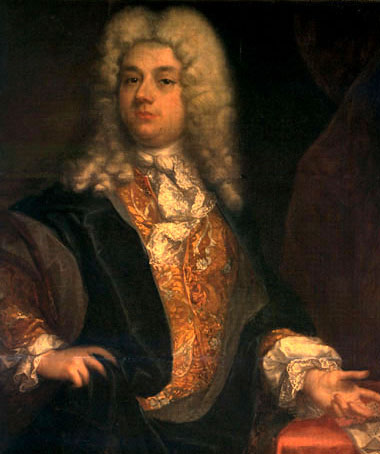
Senesino, qui créa le rôle d'Admeto

| Rôle      | Tessiture    | Première, 31 janvier 1727       |
| --------- | ------------ | ------------------------------- |
| Alceste   | soprano      | Faustina Bordoni                |
| Antigona  | soprano      | Francesca Cuzzoni               |
| Admeto    | alto castrat | Francesco Bernardi ("Senesino") |
| Ercole    | basse        | Giuseppe Maria Boschi           |
| Trasimede | alto castrat | Antonio Baldi                   |
| Orindo    | contralto    | Anna Vincenza Dotti             |
| Meraspe   | basse        | Giovanni Battista Palmerini     |
| Apollon   | basse        |                                 |
| Une voix  | baryton      |                                 |

## Enregistrements de référence
- EMI Classics 1C 163-30 808/812 : René Jacobs, Rachel Yakar, Ulrik Cold, Rita Dams, James Bowman, Jill Gomez, Max van Egmond ; Il Complesso Barocco ; Alan Curtis, direction